# Norfalia Carabalí
Norfalia Carabalí Villegas (née le 21 janvier 1964 à Santander de Quilichao) est une athlète colombienne, spécialiste du 400 mètres. 

## Biographie
En 2000, elle prend la nationalité sportive espagnole. Sa principale performance est, en battant le 16 août 1993 son record personnel en 51 s 17, d'avoir atteint la finale du 400 m lors des Championnats du monde à Stuttgart. Elle remporte le relais 4 x 400 m avec l'équipe des Amériques lors de la Coupe du monde des nations de 1992.

### Palmarès
| Date | Compétition                                      | Lieu          | Résultat | Épreuve   | Performance   |
| ---- | ------------------------------------------------ | ------------- | -------- | --------- | ------------- |
| 1983 | Championnats d'Amérique du Sud                   | Santa Fe      | 3e       | 400 m     | 54 s 8        |
| 1983 | Championnats d'Amérique du Sud                   | Santa Fe      | 3e       | 800 m     | 2 min 07 s 2  |
| 1985 | Championnats d'Amérique centrale et des Caraïbes | Nassau        | 3e       | 800 m     | 2 min 05 s 40 |
| 1985 | Championnats d'Amérique du Sud                   | Santiago      | 1re      | 400 m     | 53 s 25       |
| 1985 | Coupe du monde des nations                       | Canberra      | 4e       | 4 × 400 m | 3 min 29 s 34 |
| 1987 | Jeux panaméricains                               | Indianapolis  | 6e       | 400 m     | 52 s 13       |
| 1987 | Jeux panaméricains                               | Indianapolis  | 8e       | 800 m     | 2 min 09 s 72 |
| 1989 | Championnats d'Amérique du Sud                   | Medellín      | 1re      | 400 m     | 52 s 10       |
| 1989 | Championnats d'Amérique du Sud                   | Medellín      | 2e       | 4 x 100 m | 45 s 26       |
| 1989 | Championnats d'Amérique du Sud                   | Medellín      | 1re      | 4 x 400 m | 3 min 37 s 0  |
| 1993 | Championnats du monde                            | Stuttgart     | DSQ      | 400 m     | —             |
| 1997 | Championnats d'Amérique du Sud                   | Mar del Plata | 3e       | 400 m     | 54 s 47       |
| 1997 | Championnats d'Amérique du Sud                   | Mar del Plata | 1re      | 4 x 100 m | 44 s 58       |
| 1997 | Championnats d'Amérique du Sud                   | Mar del Plata | 1re      | 4 x 400 m | 3 min 36 s 71 |

### Records
| Épreuve    | Performance | Lieu      | Date         |
| ---------- | ----------- | --------- | ------------ |
| 400 mètres | 51 s 17     | Stuttgart | 16 août 1993 |